# Túnel Contumil-Rio Tinto
El Túnel Contumil-Rio Tinto es un túnel ferroviario que permite la conexión entre las estaciones de Nau Vitória y Levada, del Metro de Porto, frontera de la ciudad de Porto con el municipio de Gondomar. El túnel con 1000 metros de extensión fue construido entre diciembre de 2008 y marzo de 2010 y sirve a la línea F (naranja) del Metro de Porto. El túnel fue construido en la zona limítrofe entre Porto y Gondomar y pasa bajo la Línea del Miño y la carretera de circunvalación.
- Datos: Q10386021
- Multimedia: Contumil–Rio Tinto tunnel / Q10386021